# Mary Esther (Flórida)
Mary Esther é uma cidade localizada no estado americano da Flórida, no Condado de Okaloosa. Foi incorporada em 1946.

## Geografia
De acordo com o United States Census Bureau, a cidade tem uma área de 3,9 km², onde 3,8 km² estão cobertos por terra e 0,1 km² por água.

### Localidades na vizinhança
O diagrama seguinte representa as localidades num raio de 16 km ao redor de Mary Esther.

## Demografia
Segundo o censo nacional de 2010, a sua população é de 3 851 habitantes e sua densidade populacional é de 997,91 hab/km². Possui 1 779 residências, que resulta em uma densidade de 461 residências/km².